# Хранителни разстройства
Хранителните разстройства спадат към група състояния, определени като неестествени хранителни навици, които могат да включват недостатъчно хранене или преяждане, вредящи на психичното и физиологичното здраве на индивида. Заболявания от този вид са булимията и нервната анорексия. От тях боледуват предимно жени (около пет до десет пъти по-често от мъжете).